# Bremerhaven (Schiff, 1892)
Die Bremerhaven war ein 1892 für die Reederei J. F. Lampe bei Seebeck erbauter deutscher Fischdampfer, der am 14. März 1906 in der Nordsee beim Bergen des Wracks der norwegischen Bark Tamerlane einen Seeunfall erlitt. Die anschließende Seeamtsverhandlung war von besonderer Bedeutung, da sie sich mit Grundsatzfragen des Alkoholkonsums an Bord befasste, die weit über den Einzelfall hinaus Bedeutung besaßen.

## Geschichte
1892 war der Dampfer bei Seebeck in Geestemünde (Baunummer 57) für die Bremerhavener Partenreederei J.F. Lampe abgeliefert worden. Das Schiff erhielt den Namen Bremerhaven und das Fischereikennzeichen BX 26. Zum Korrespondentreeder wurde Joh. Friedr. Lampe bestellt. Nach der Gründung der Deutschen Dampffischerei-Gesellschaft „Nordsee“ im Jahre 1896 in Bremen wurde das Schiff von Lampe in die Flotte der „Nordsee“ eingebracht und der Heimathafen 1898 nach Bremen verlegt. Das neue Fischereikennzeichen war jetzt BB24. Die Bremerhaven, Heimathafen Bremen, besaß das Unterscheidungssignal QFRT.
Das Schiff wurde 1914 nach Norwegen verkauft, erhielt dort den Namen Fisk und blieb bis Mitte der 1960er Jahre in Fahrt.

## Technische Daten
Der bei Seebeck gebaute Fischdampfer war mit 160 BRT vermessen, besaß eine Länge von 37,74 Meter, 6,70 Meter Breite und hatte 3,59 Meter Tiefgang. Die Verbundmaschine leistete 290 PS.

## Unfallhergang
Am 14. März 1906, 8.00 Uhr, sichtete die Bremerhaven, die sich auf der Rückkehr von einer Fangreise befand, in der Nordsee gut 35 Seemeilen NNW½W vom Feuerschiff Weser eine treibende Bark, die den Eindruck eines verlassenen und hilflosen Schiffs machte. Es herrschte Nordnordwestwind in Windstärke 2 bis 3.
Die Bremerhaven erreichte die Bark gegen 9.30 Uhr noch vor zwei anderen Schiffen, die auf die Bark zuhielten. Kapitän Löschen beauftragte den Steuermann Johann Kramer aus Idafehn, zusammen mit dem Koch und zwei Matrosen, die Bark zu untersuchen und eine Schleppverbindung herzustellen, um das Schiff zu bergen.
Das Bergungskommando setzte in einem Ruderboot über und machte dies am Heck der Bark fest. Es stellte sich heraus, dass es sich um die 1854 erbaute und mit 948 BRT vermessene Tamerlane aus Fredrikstad (Norwegen) handelte, die leckgeschlagen auf einer Ladung Natureis schwamm und halb voll Wasser war. Die Besatzung hatte das Schiff verlassen und war vom norwegischen Dampfer Nidaros geborgen worden.
Kramer fand bei der Durchsuchung der verlassenen Tamerlane eine Flasche Rum oder Kognak und trank diese in kürzester Zeit aus. Dadurch war er nicht in der Lage, die Bergungsarbeiten zu beaufsichtigen; der Koch und die beiden Matrosen verstanden nichts von der Bedienung eines Segelschiffs und waren daher nicht in der Lage, die notwendigen Segelmanöver auszuführen. Es gelang ihnen jedoch, eine provisorische Schleppverbindung zur Bremerhaven herzustellen, während sich Kramer in das am Heck der Tamerlane befestigte Boot legte und schlief, obwohl das Boot durch das Schlagen gegen den Rumpf der Bark inzwischen leck geworden war.
Als die drei Besatzungsmitglieder der Bremerhaven den Steuermann vermissten, suchten und fanden sie ihn in dem inzwischen stark beschädigten Boot und retteten ihn. Das beschädigte Boot konnte noch an Bord des Fischdampfers gehievt werden.
Inzwischen war Kapitän Löschen gezwungen gewesen, die Schleppverbindung zur Bark zu kappen, da die noch stehenden Segel das Wrack zwischenzeitlich anluvten und in gefährliche Nähe zum schleppenden Fischdampfer brachten. Löschen sah sich gezwungen, die Rückkehr der Bergungsmannschaft anzuordnen, da es Abend wurde und ein weiterer Aufenthalt der Schiffsbesatzung an Bord des Wracks zu gefährlich schien. Die Besatzung wurde dann mit einem Rettungsring und einer Bojenleine von dem Wrack abgeborgen, wobei sich Kramer völlig unfähig zeigte, sich an den Rettungsarbeiten zu beteiligen.

## Spruch des Seeamts bzw. Oberseeamts
Das Seeamt Bremerhaven kam in seinem Spruch vom 10. Mai 1906 zu dem Ergebnis:„Der ganze Vorfall bietet ein sehr betrübendes Bild völliger Unfähigkeit und Pflichtvergessenheit eines Schiffsoffiziers, wie man es, zur Ehre der deutschen Seemänner, selten erlebt. Der Steuermann hat, ganz abgesehen davon, daß er für die Rettung eines fremden, noch seefähigen Schiffes und für die Sicherung guten Verdienstes für seine Reederei und sein Schiff keinerlei Interesse gezeigt hat, jede Rücksicht auf die ihm anvertrauten Mannschaften völlig außer acht gelassen, die Leute schließlich im Stich gelassen und dadurch in eine sehr gefährliche Lage gebracht.“ (Spruch Seeamt Bremerhaven, S. 4.)
Das Seeamt entzog daher Kramer sein 1905 ausgestelltes Befähigungszeugnis zum Führen von Fahrzeugen in der mittleren Hochseefischerei. Das Amt wollte offensichtlich ein Exempel statuieren, da es vermutete, dass auch die beiden Schiffe Elisabeth und Aphrodite, deren Fälle kurz vorher verhandelt worden waren, auf den Alkoholkonsum der Schiffsführung zurückzuführen war: „Ob dieser Grund auch bei manchen, mit der gesamten Besatzung verschollenen Schiffen zutrifft, muß eine offene Frage bleiben.“
Diese Entscheidung wurde im Spruch des kaiserlichen Ober-Seeamts in Berlin in der Verhandlung vom 16. November 1906 revidiert und Kramer sein Zeugnis belassen, da seiner eigenen Ausführung gefolgt wurde, den Alkohol nur zur Erwärmung getrunken zu haben. Gegen Kramer lagen keine weiteren Beschwerden vor; auch mochte das Ober-Seeamt in dem Unfall keinen Seeunfall sehen, da der Schleppzug nach seiner Auffassung noch nicht hergestellt worden war.

## Der Unfall im Kontext treibender Wracks
Das Wrack der Tamerlane sank einige Tage später bei dem Abschleppversuch eines anderen Fischdampfers.
Zu Recht hatte das Seeamt die Tamerlane als Schifffahrtshindernis bezeichnet. Ihr Fall war auch noch zu Beginn des 20. Jahrhunderts durchaus keine Ausnahme. Segelschiffe wurden im Seenotfall häufig von ihrer Besatzung verlassen, trieben dann aber, meist auf einer Holzladung oder seltener wie in diesem Fall einer Ladung Natureis, oftmals noch jahrelang auf See und stellten für andere Segelschiffe und kleine Dampfer vor allem nachts eine außerordentliche Gefahr dar.